# Lannion
Lannion / Lannuon là một xã trong tỉnh Côtes-d'Armor, thuộc vùng hành chính Bretagne của nước Pháp, có dân số là 19.627 người (thời điểm năm 2013).

## Các thành phố kết nghĩa
- Günzburg, Bayern, Đức
- Viveiro, Tây Ban Nha
- Caerphilly, Wales, Vương quốc Anh

## Những người con của thành phố
- Christophe Le Mevel (sinh 1980), vận động viên đua xe đạp